# ژولت اردئی
ژولت اِردِئی (مجاری: Zsolt Erdei؛ زادهٔ ۳۱ مهٔ ۱۹۷۴) بوکسور اهل مجارستان است.